# 霍希斯山
47°27′30″N 11°45′53″E / 47.45833°N 11.76472°E

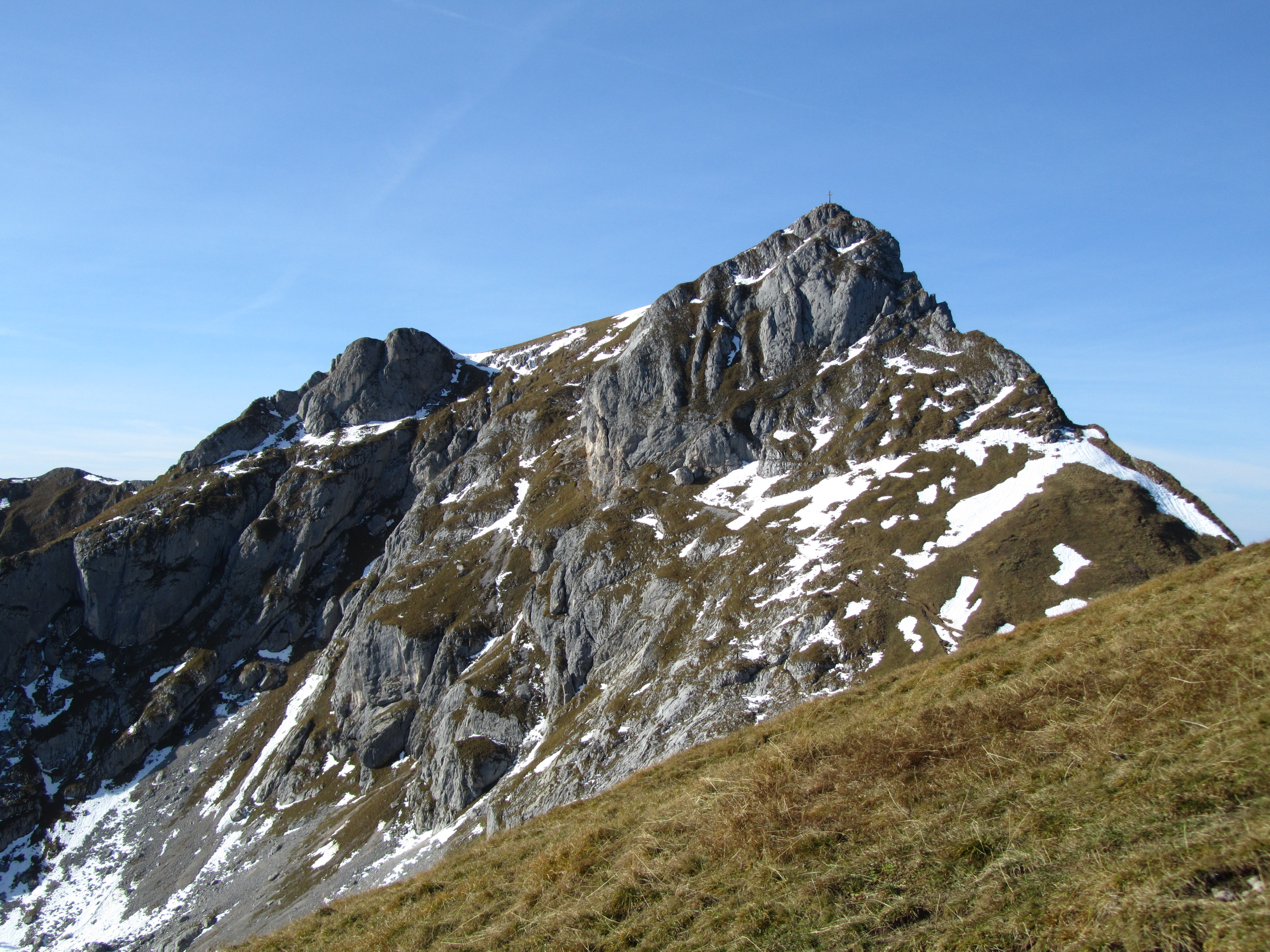

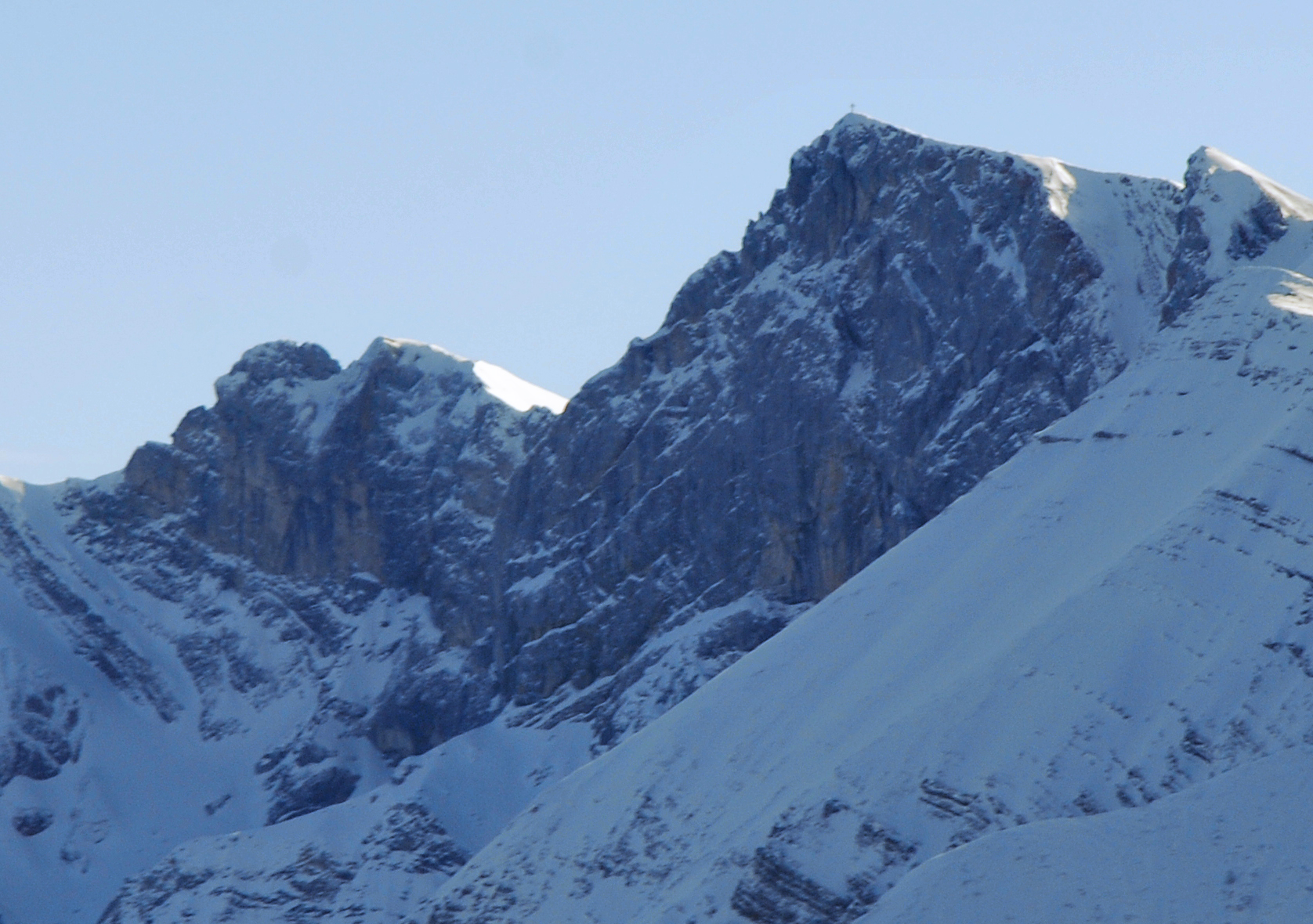

霍希斯山（德語：Hochiss）是奧地利的山峰，位於該國西部，由蒂羅爾州負責管轄，屬於布兰登贝格山的一部分，距離绍弗尔峰12.5公里，海拔高度2,299米。